# Ludvig Hannibal Krieger (1822-1874)
 Der er flere personer med dette navn, se Ludvig Hannibal Krieger.
Ludvig Hannibal Krieger (født 9. december 1822 i København, død 12. april 1874 sammesteds) var en dansk officer.
Krieger var søn af major Ludvig Hannibal Krieger og hustru, blev kadet 1836, sekondløjtnant à la suite i infanteriet 1842, indtrådte i nummer i 1844 i 7. bataljon, blev hofjunker 1845 og samme år forsat til Livgarden til Fods, blev 1846 kammerjunker og 1848 premierløjtnant. 1854 blev Krieger kaptajn af 2. grad og 1859 af 1. grad, blev 1867 virkelig kaptajn og 1874 oberst og chef for 15. bataljon. Han døde senere samme år.
Den 6. oktober 1850 var han blevet Kommandør af Dannebrogordenen og Ridder af Sankt Anna-ordenen (ordenens 4. grad), blev 24. juli 1862 Ridder af Sværdordenen, 10. august 1869 Dannebrogsmand og 9. december 1872 Ridder af Sankt Olavs Orden.
Han blev gift 21. marts 1851 med Lassebine Sofie Christine Lassen (født 16. april 1830, død 24. maj 1904), datter af forpagter på Svanholm Søren Lassen og Jacobine Sophie, født Lohmann.